# Dehnepark
Dehnepark är en park i Österrike.   Den ligger i förbundslandet Wien, i den östra delen av landet, 8 km väster om huvudstaden Wien. Dehnepark ligger 283 meter över havet.

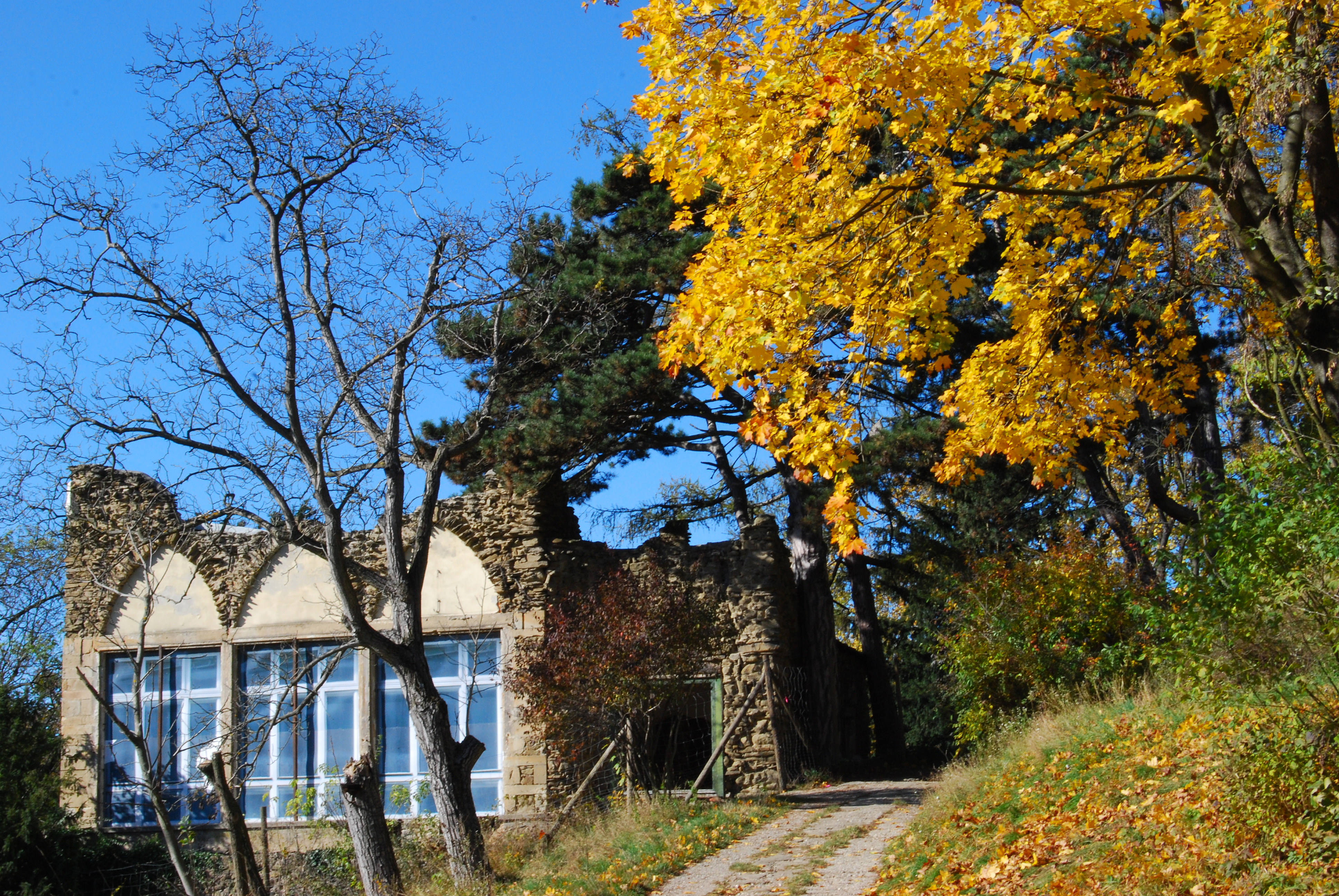
"Ruinenvilla" i Dehneparken.

Terrängen runt Dehnepark är kuperad åt nordväst, men åt sydost är den platt. Runt Dehnepark är det mycket tätbefolkat, med 3 134 invånare per kvadratkilometer.. Närmaste större samhälle är Wien, 7,8 km öster om Dehnepark. 
Runt Dehnepark är det i huvudsak tätbebyggt.